# Воронкова, Бланка Ивановна
Бла́нка Ива́новна Воронко́ва (20 июня 1924 — 12 сентября 2010, Архангельск) — российская актриса Архангельского театра драмы им. Ломоносова (1960—2004), заслуженная артистка России.

## Биография
Окончила театральное училище во Владивостоке, работала в театрах Владивостока, Павловска, Борисоглебска, Коврова, Барнаула, в театрах Балтийского и Северного флотов.
В Архангельск приехала вместе с мужем, режиссёром Всеволодом Купецким в 1960-х годах. Её первые роли на сцене Архангельского драматического театра: Валька в «Иркутской истории», Надя в «Старшей сестре», Нина в «Проводах белых ночей» и Мария Токарчук в «Интервенции».
В 1960—2004 годах (с перерывом) — актриса Архангельском театре драмы имени М. В. Ломоносова. Среди ролей: королева Анна Австрийская в «Мушкетёрах», Елизавета Фёдоровна в спектакле «Аз воздам…», Селия в «Трёхгрошовой опере», старая балерина в «Ретро», Маня Большая в «Пелагее и Альке», бабушка в спектакле «Предки» и Бетти Лазаревна в «Колыбельной для мины с часовым механизмом», за которую актриса получила областную театральную премию имени С. Н. Плотникова.
В 1998 году ей было присвоено звание заслуженной артистки России.